# Voilà (Lied)
Voilà ist ein französischsprachiges Chanson, das die französische Singer-Songwriterin Barbara Pravi zusammen mit Lili Poe und Igit schrieb. Mit dem Titel vertrat sie Frankreich beim Eurovision Song Contest 2021 in Rotterdam und belegte den zweiten Platz.

## Hintergrund und Produktion
Ende 2020 kündigte der Rundfunk France Télévisions an, dass Pravi an der Vorentscheidung Eurovision France, c’est vous qui décidez teilnehmen werde. Die Show fand am 30. Januar 2021 statt, in welcher Pravi die Höchstpunktzahl von Jury und Zuschauern erhielt. Voilà wurde von Pravi gemeinsam mit Lili Poe und Igit geschrieben. Letzterer nahm bereits als Interpret in der Show Destination Eurovision 2018 teil. Sie produzierte ihn mit Elodie Filleul und Jérémie Arcache.
Nachdem die Sängerin bereits zwei Titel für den Junior Eurovision Song Contest schrieb und einen hiervon gewann, sei ihr von ihrem Co-Autor Igit eine Teilnahme beim Eurovision Song Contest vorgeschlagen worden. Der Titel sei innerhalb eines Monats fertiggestellt worden.

## Veröffentlichung
Der Titel wurde bereits am 6. November 2020 veröffentlicht. Ein Musikvideo wurde im Dezember präsentiert. Es entstand unter der Leitung von Rod Maurice. Anfang April 2021 erschien eine Akustikversion des Liedes.

## Musik und Text
Der Titel ist im für Chansons typischen 3⁄4-Takt notiert. Das Tempo des Liedes steigert sich zum Ende des Liedes hin kontinuierlich. Die Sängerin umschreibt Voilà als Coming-out als Sängerin. Als Titel habe man Voilà gewählt, weil es ein im Ausland bekanntes Wort sei. Der Text sei bewusst so geschrieben worden, dass er leicht zugänglich sei. Mit ihrem Lied wolle Pravi zeigen, wer sie sei und was sie habe. Es sei nicht viel, aber es sei wahr. Außerdem wolle Pravi sich mit dem Titel an andere Frauen richten und ihnen klarmachen, sich nicht verstecken zu müssen. Man solle ohne Schuld oder Angst sich selbst bestätigen können.

## Beim Eurovision Song Contest
Als Mitglied der sogenannten „Big Five“ war Frankreich für das Finale des Eurovision Song Contest gesetzt, welches am 22. Mai 2021 stattfand. Am 21. Mai 2021 wurde die Startreihenfolge bekanntgegeben. Pravi trat als 20. von 26 Interpreten auf und belegte Rang zwei.

## Rezeption
Voilà wird von Medien und Kritikern als Lied im Stile von Édith Piaf eingeordnet. André Manoukian erläutert, dass Pravi den Pfeil von Piaf nehme und ihn noch weiter schieße. Ähnlich zum Konkurrenzbeitrag Tout l’univers erfuhr auch Voilà durch die musikalische Untermalung einer Dokumentation über Rocío Carasco auf Telecinco in Spanien zeitweise große Aufmerksamkeit. So habe der Titel Platz 1 der Musikerkennung-Software Shazam belegt. Daraufhin trat auch Pravi bei Telecinco auf, um den Beitrag zu präsentieren.

## Kommerzieller Erfolg

### Chartplatzierungen
| ChartsChartplatzierungen     | Höchstplatzierung | Wochen |
| ---------------------------- | ----------------- | ------ |
| Deutschland (GfK)            | 62 (1 Wo.)        | 1      |
| Frankreich (SNEP)            | 24 (7 Wo.)        | 7      |
| Österreich (Ö3)              | 66 (1 Wo.)        | 1      |
| Schweiz (IFPI)               | 24 (1 Wo.)        | 1      |
| Vereinigtes Königreich (OCC) | 62 (1 Wo.)        | 1      |

### Auszeichnungen für Musikverkäufe
| Land/Region          | Auszeichnungen für Musikverkäufe (Land/Region, Auszeichnung, Verkäufe) | Verkäufe |
| -------------------- | ---------------------------------------------------------------------- | -------- |
| Frankreich (SNEP)    | Diamant                                                                | 333.333  |
| Spanien (Promusicae) | Gold                                                                   | 30.000   |
| Insgesamt            | 1× Gold · 1× Diamant ·                                                 | 363.333  |

## Coverversionen
Es gibt zahlreiche Coverversionen von Voilà, gesungen unter anderem von der niederländischen Sängerin Emma Kok und von der Finalistin von The Voice Kids France 2023, Lucie.